# Prandtenhof
Der Prandtenhof ist ein ehemaliges Schloss im Markt Kösching im Landkreis Eichstätt von Bayern (Untere Marktstraße 6). Die Anlage ist unter der Aktennummer D-1-76-139-20 als Baudenkmal verzeichnet. „Untertägige mittelalterliche und frühneuzeitliche Befunde im Bereich des ehem. Hofmarkschlosses von Kösching und dem vorausgegangenen mittelalterlichen Edelsitz“ werden zudem als Bodendenkmal unter der Aktennummer D-1-7135-0224 geführt.

## Geschichte
Der vermutlich ehemalige Burgmannensitz von Schloss Kösching wurde von den Herren von Meiling im 15./16. Jahrhundert errichtet. Weitere Besitzer waren die Spannagel zu Schierling, die Eck zu Randeck, Wiguläus Hundt (um 1570), Georg Prandt zu Haslbach und die 
Freiherren von Lichtenau (1593–1728), Baron Müller von Gnadenegg, das Bartholomäer-Institut Ingolstadt, die Edlen von Stubenrauch	(bis 1786) und dann durch Kauf an Sigmund Reichsgraf von Preysing (1786). Das ehemalige Hofmarkschloss war seit dem 16. Jahrhundert der Prandtenhof. Im 19. Jahrhundert wurde es Meilingerhof und dann auch Rablbauernhof genannt.

## Beschreibung
Der Prandtenhof ist ein zweigeschossiger traufseitiger Steilgiebelbau mit Eckerkertürmen und Zwiebelhauben, Aufzugsluke und barocker Putzgliederung. Nach 1632 Wiederaufbau nach Zerstörung durch den Dreißigjährigen Krieg.